# معهد العالم العربي

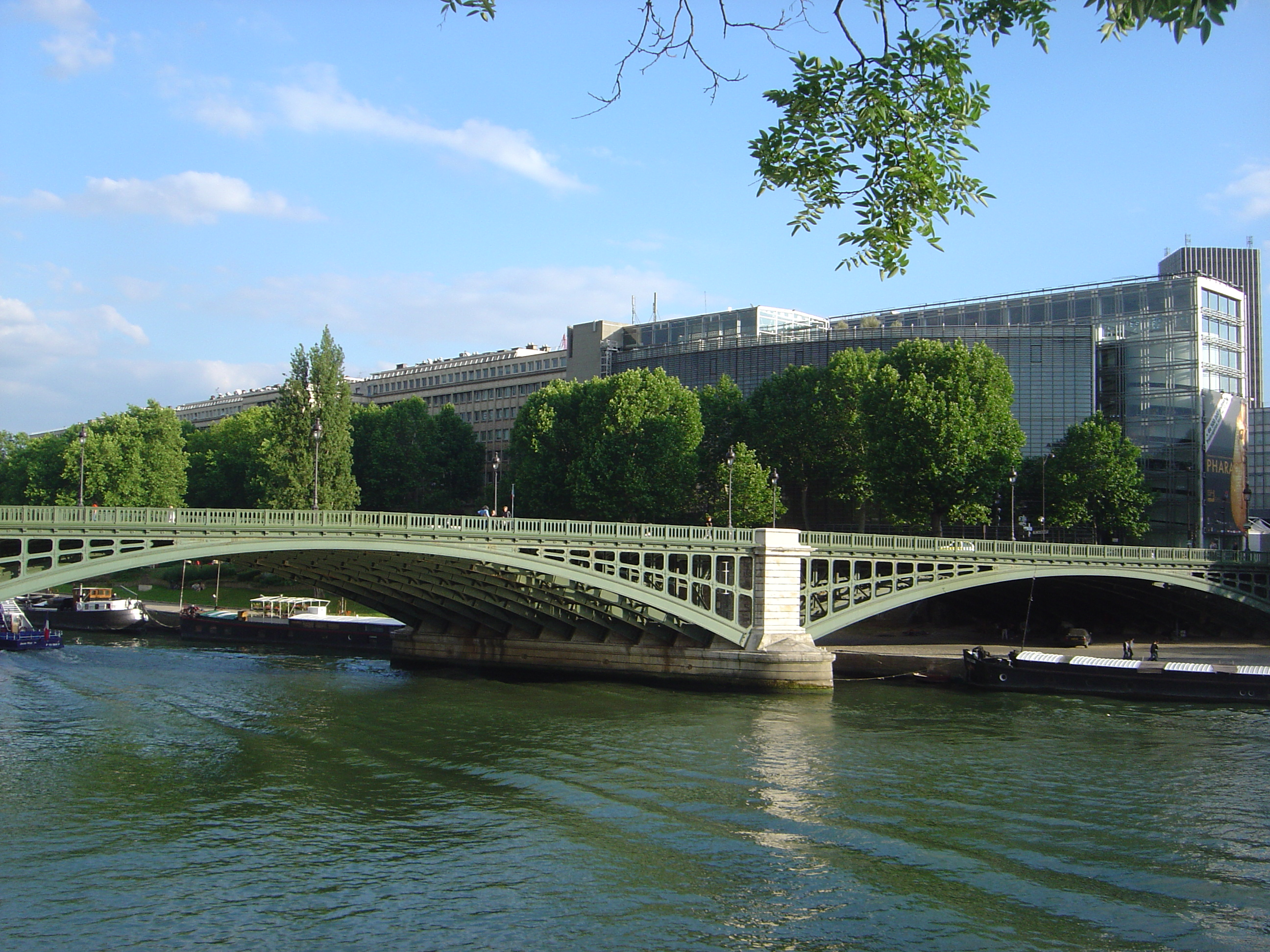
واجهة مبنى المعهد الزجاجية في يمين الصورة.

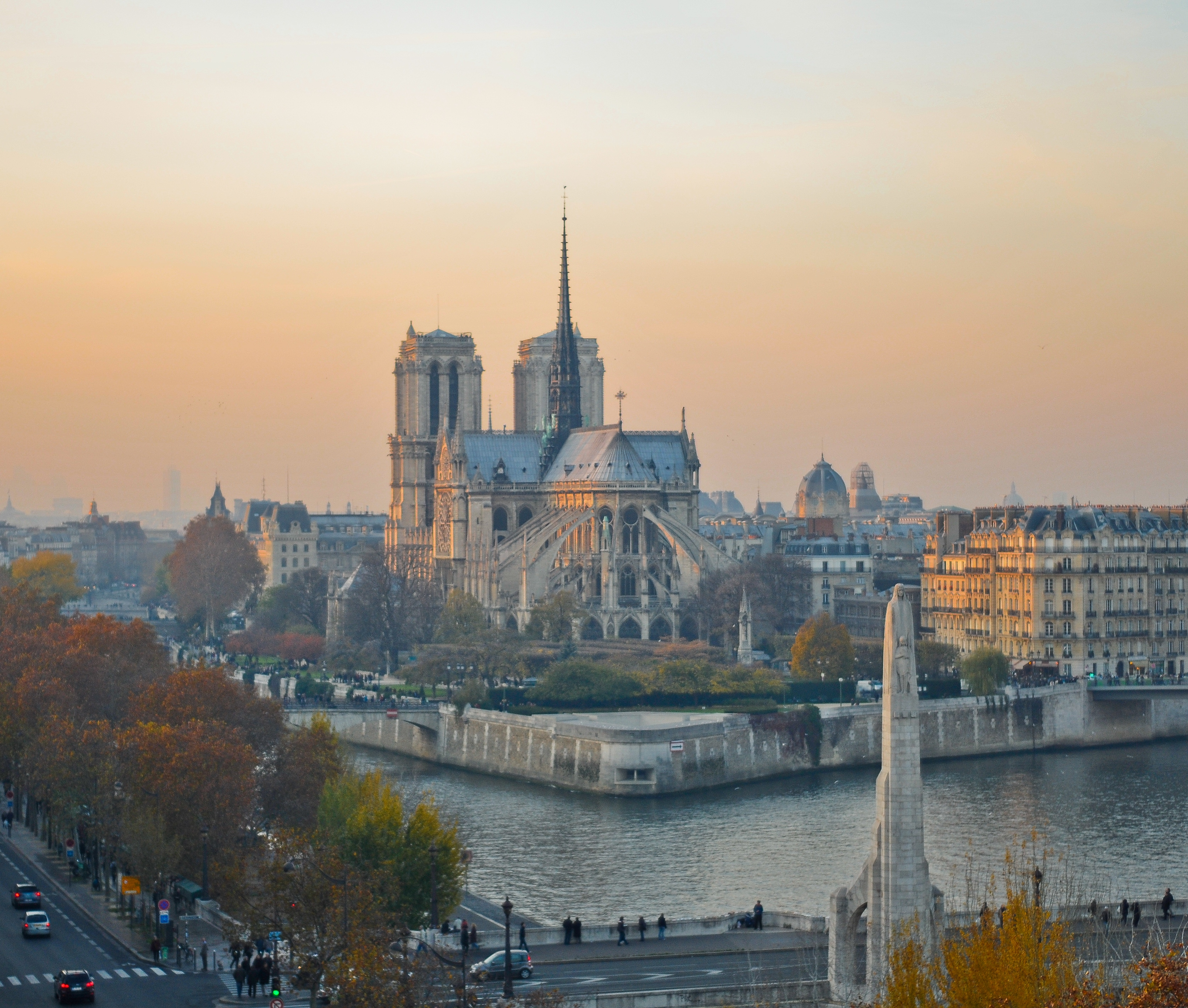
كنيسة نوتردام ومشهد النهر كما يبدو من المعهد الواقع على ضفته في قبل باريس.

معهد العالم العربي هو مؤسسة قائمة على القانون الفرنسي، وأُنشِئت لتكون، في الأساس، أداة للتعريف بالثقافة العربية ولنشرها، تأسس عام 1980 م، حيث اتفقت 18 دولة عربية مع فرنسا على إقامته ليكون مؤسسة تهدف إلى تطوير معرفة العالم العربي وبعث حركة أبحاث معمقة حول لغته وقيمه الثقافية والروحية. كما تهدف إلى تشجيع المبادلات والتعاون بين فرنسا والعالم العربي، خاصة في ميادين العلوم والتقنيات، مساهمة بذلك في تنمية العلاقات بين العالم العربي وأوروبا. معهد العالم العربي هو مركز ثقافي جاء ثمرة تعاون بين فرنسا وبين اثنين وعشرين بلدا عربيا هي:اليمن، المملكة العربية السعودية، البحرين، جزر القمر، جيبوتي، سوريا ،الإمارات العربية المتحدة، العراق، الأردن، الكويت، السودان، ليبيا، قطر ،موريتانيا، عُمان، فلسطين، المغرب، الصومال، لبنان، مصر، تونس والجزائر . و المعهد اليوم يعتبر «كجسر ثقافي» حقيقي بين فرنسا والعالم العربي.

## التصميم
قام بتصميمه المهندس الفرنسي جان نوفيل هو نفسه الذي صمم متحف برانلي لاحقاًً. أعتمد في تصميمه على الحديد و الصلب وألواح الالمنيوم.
المعهد معروف بالمشربيات التي تتحكم فيها لوحة كهروضوئية حيث تنغلق ألواح الألمنيوم إذا اشتدت أشعة الشمس.

## الأهداف
يسعى معهد العالم العربي إلى تحقيق ثلاثة أهداف:
- تطوير دراسة العالم العربي في فرنسا وتعميق فهم ثقافته وحضارته ولغته، وفهم جهوده الرامية إلى التطوّر.
- تشجيع التبادل الثقافي وتنشيط التواصل والتعاون بين فرنسا والعالم العربي، ولا سيما في ميادين العلم والتقنيات.
- الإسهام على هذا النحو في إنجاح العلاقات بين وفرنسا والعالم العربي عبر الإسهام في تعزيز العلاقات بين العرب وأوروبا

## مديرية المتاحف والمعارض
- الآثار القديمة والعصور الوسطى
- الفنون والحرف
- الأجناس البشرية
- الإبداع المعاصر

تدور الدورة على أربعة مستويات من المبنى، من الطابق السابع إلى الطابق الرابع، حول خمسة محاور:
- ولادة هوية
- من الآلهة إلى الله
- نزهة في مدينة عربية
- تعبيرات عن الجمال
- الجسد والنفس والآخر

في 24 أكتوبر 2018، تلقى المتحف تبرعًا من كلود وفرانس ليماند بقيمة 1300 عمل من قبل 94 فنانًا معاصرًا من العالم العربي 12، وارتفع إلى 1600 عمل في عام 2021، والتي تشكل مع المجموعة الحالية الأكبر في العالم بعد ذلك من متحف الدوحة.

## الوسائل
- استضافة الكتاب والمثقفين، والأسابيع الثقافية مثل أسبوع المرأة المبدعة.[4]

بالإضافة للمحاضرات والمؤتمرات والأيام الثقافية والمشاركة بالمؤتمرات والنشرات والمطبوعات.

## تجديد المتحف
بمناسبة الذكرى الخامسة والعشرين لتأسيسه، قرر معهد العالم العربي بباريس إعادة تنظيم وتصميم متحفه ليكون أكثر تعبيراً عن التنوع الثقافي في الوطن العربي حيث وتبلغ تكاليف إعادة تصميم المتحف -الذي سيفتتح في 20 فبراير/شباط 2012- خمسة ملايين يورو (6.5 ملايين دولار)، جاء أغلبها كمنح من مؤسسة جان-لوك لاغاردير الفرنسية والمملكة العربية السعودية والكويت وتبلغ مساحة المتحف الجديدة 2400 متر مربع مقسمة على أربعة أدوار

## روابط خارجية
- الموقع الرسمي
- معهد العالم العربي على موقع الموسوعة البريطانية (الإنجليزية)